# 玉山假复叶耳蕨
玉山假复叶耳蕨（学名：Dryopteris yoroii）为鳞毛蕨科鳞毛蕨属下的一个种。